# Pasqual Sanchis Navarro
Pasqual Sanchis Navarro, més conegut com a Pigat I (El Genovés, 5 d'octubre de 1936 - 6 de juny de 2023) fou un pilotaire valencià, jugador a la modalitat de raspall. Segons els registres, va jugar 1533 partides al trinquet el Zurdo de Gandia durant 23 anys, de les quals en guanyà 773, perdé 747 i 13 van ser suspeses per mal temps. Es retirà el 1986, a una partida on feu equip amb son fill, Pigat II.
El 2022 rebé la Distinció al Mèrit Esportiu de la Generalitat Valenciana.